# Patatas de Prades

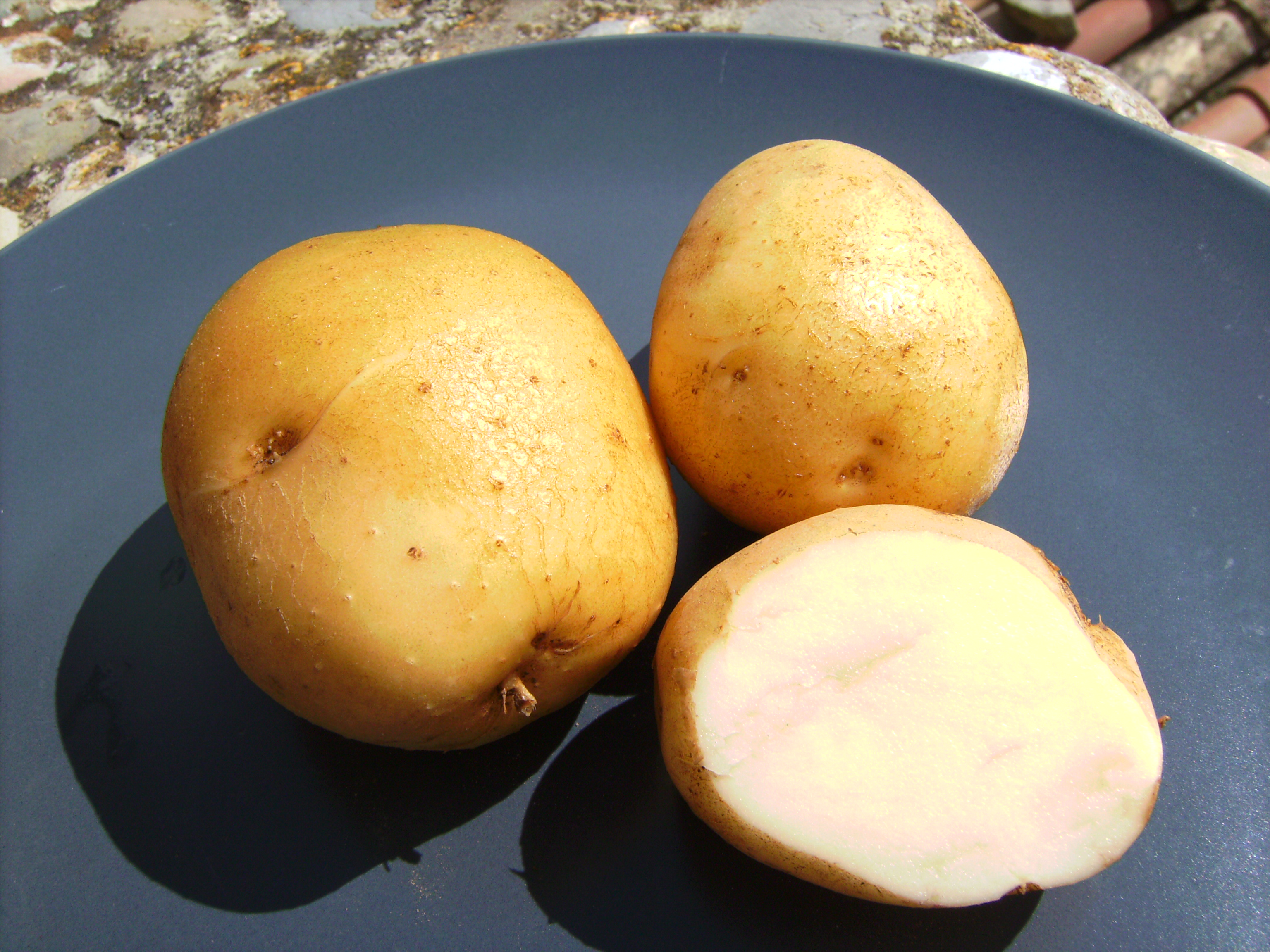
Pommes de terre de la variété 'Kennebec'

Patatas de Prades (espagnol) ou Patates de Prades (catalan) est une Indication géographique protégée (IGP) qui s'applique à une production de pommes de terre de la région de Prades en Catalogne. (Espagne). Cette production très ancienne, a été enregistrée comme IGP au niveau national le 12 septembre 2002 et au niveau européen le 15 février 2007. Relativement confidentielle, elle représente en moyenne 300 tonnes par an, produites sur moins de 20 hectares par une vingtaine de producteurs de la coopérative agricole de Prades.
La gestion de cette appellation a été confiée à un organisme officiel, le Consell Regulador IGP "Patates de Prades", dont le siège se situe à Prades.

## Conditions à respecter
La seule variété autorisée est la 'Kennebec', variété d'origine américaine qui malgré son faible rendement est appréciée sur le marché.
La zone de production est limitée aux communes de Prades, Capafonts, la Febró et Arbolí, qui appartiennent toutes à la comarque de Baix Camp dans la province de Tarragone.
Les tubercules doivent avoir un calibre compris entre 40 et 80 mm (100 mm dans les cas exceptionnels définis par un « manuel de qualité »).
Les opérations de tri et de conditionnement doivent avoir lieu dans la zone de production.

## Fêtes et traditions
Chaque année, le troisième dimanche de septembre, une fête de la pomme de terre, la festa de la patata, a lieu  à Prades pour célébrer le début de la campagne de récolte.